# 藤枝豊忠
藤枝 豊忠（ふじえだ とよただ、 元禄2年（1689年） - 延享3年5月27日（1746年7月14日））は江戸時代中期から後期の甲府藩士、旗本寄合席。旗本寄合席の藤枝氏当主。諱は豊忠。通称は喜之助、外記、帯刀。父は藤枝方教（若狭守）。母は某氏。妹に徳山秀栄の妻などがいる。また実子は1男6女で藤枝教忠（帯刀）や娘（松平乗守の妻、後に松田勝易の妻）、娘（山田利寿の妻）、娘（山田利寿の後妻）などがいる。享保年間に駿府加番を勤めたことがある。

## 生涯
甲府藩甲府徳川家家老で徳川綱重や徳川綱豊（後の将軍・家宣）に仕えた藤枝方孝（日向守）の孫として出生。寛政重修諸家譜では父の方教の正室を戸川安成（助七郎）の娘とする一方で、豊忠の母は某氏とする。
元禄14年（1701年）に祖父・方孝が死去して父の方教が藤枝氏の家督を継ぎ、甲府藩重臣の藤枝氏嗣子として同年12月15日（1700年）に将軍徳川綱吉に初めて御目見えする。主君の徳川綱豊が将軍後継者となった宝永元年12月12日（1705年1月7日）に父の方教が江戸幕府旗本寄合席に転じ、豊忠も旗本となる。享保6年（1721年）には父の隠居を受けて、旗本寄合席の藤枝家当主となる。
享保17年（1732年）刊行の須原屋茂兵衛蔵板武鑑において、御寄合衆に『四千五百石　湯島天神下　藤枝帯刀』、駿府加番に『藤枝帯刀』の記載がある。また、延享3年（1746年）刊行の須原屋茂兵衛蔵板武鑑では御寄合金上納支配に「四千五百石　藤枝帯刀」の名が見える。
延享3年（1746年）死去する。享年58。法名は日長。墓所は浅草幸龍寺。